# Rhynchosauria
Rhynchosauria var en grupp med växtätande reptiler som levde under slutet av trias i Afrika, Europa, Nordamerika, Sydamerika och Asien.

## Om Rhynchosauria
Rhynchosaurier var fyrbenta djur som påminde om ödlor i kroppsformen. De var ofta ganska små djur, även om det kunde variera. Deras mest iögonfallande drag är huvudet, som hade en sorts näbb. Den främre delarna av käkarna var utformade så att de liknade tänderna hos gnagare, även om det inte var tänder.